# Chaltrait
Chaltrait är en kommun i departementet Marne i regionen Grand Est (tidigare regionen Champagne-Ardenne) i nordöstra Frankrike. Kommunen ligger i kantonen Montmort-Lucy som tillhör arrondissementet Épernay. År 2022 hade Chaltrait 60 invånare.

## Befolkningsutveckling
Antalet invånare i kommunen Chaltrait
| Referens: INSEE |